# Shuya
Huyện Shuya (tiếng Nga: ? райо́н) là một huyện hành chính tự quản (raion), của Tỉnh Ivanovo, Nga. Huyện có diện tích 39 km², dân số thời điểm ngày 1 tháng 1 năm 2000 là 66800 người. Trung tâm của huyện đóng ở Shuya.